# Ventilegne-la Trinite de Bonifacio-Fazzio
Ventilegne-la Trinite de Bonifacio-Fazzio este o arie protejată (arie specială de conservare — SAC, sit de importanță comunitară — SCI) din Franța întinsă pe o suprafață de 1.985 ha, integral pe uscat.

## Localizare
Centrul sitului Ventilegne-la Trinite de Bonifacio-Fazzio este situat la coordonatele 41°24′16″N 9°07′23″E / 41.40444°N 9.12306°E.

## Înființare
Situl Ventilegne-la Trinite de Bonifacio-Fazzio a fost declarat sit de importanță comunitară în iulie 2003 pentru a proteja 3 specii de plante și 9 specii de animale. Situl a fost protejat și ca arie specială de conservare în august 2011.

## Biodiversitate
Situată în ecoregiunea mediteraneană, aria protejată conține 26 de habitate naturale: Lagune de coastă, Faleze cu vegetație de Limonium spp. endemic de pe coastele mediteraneene, Pășuni mediteraneene udate de apa mării (Juncetalia maritimi), Dune mobile cu vegetație embrionară, Dune de coastă cu Juniperus spp., Matorral arborescenți cu Juniperus spp., Pajiști umede mediteraneene cu ierburi înalte de Molinio-Holoschoenion, Pante stâncoase silicioase cu vegetație casmofită, Peșteri inaccesibile publicului, Păduri de Olea și Ceratonia, Păduri de Quercus ilex și Quercus rotundifolia, Dune mobile de-a lungul țărmului cu Ammophila arenaria („dune albe”), Tufărișuri halo-nitrofile (Pegano-Salsoletea), Dune cu vegetație ierboasă Malcolmietalia, Galerii și tufărișuri riverane sudice (Nerio-Tamaricetea și Securinegion tinctoriae), Salicornia și alte specii anuale care populează regiunile mlăștinoase și nisipoase, Tufărișuri halofile mediteraneene și termo-atlantice (Sarcocornetea fruticosi), Râuri mediteraneene cu debit intermitent, cu specii de Paspalo-Agrostidion, Ape stătătoare oligotrofe până la mezotrofe, cu vegetație de Littorelletea uniflorae și/sau de Isoëto-Nanojuncetea, Formațiuni scunde de Euphorbia în apropierea falezelor, Iazuri temporare mediteraneene, Păduri de Quercus suber, Terase mlăștinoase și terase nisipoase neacoperite de apă la reflux, Dune de pe litoral fixate cu Crucianellion maritimae, Vegetație anuală la limita mareei, Dune cu tufărișuri sclerofile Cisto-Lavenduletalia.
La baza desemnării sitului se află mai multe specii protejate:
- plante (3): Centranthus trinervis, Linaria flava, Silene velutina
- amfibieni (1): Discoglossus sardus
- mamifere (4): liliac cu aripi lungi (Miniopterus schreibersii), liliac cu picioare lungi (Myotis capaccinii), liliacul mare cu potcoavă (Rhinolophus ferrumequinum), liliacul mic cu potcoavă (Rhinolophus hipposideros)
- nevertebrate (1): Papilio hospiton
- pești (1): Aphanius fasciatus
- reptile (2): Euleptes europaea, țestoasă bănățeană (Testudo hermanni)

Pe lângă speciile protejate, pe teritoriul sitului au mai fost identificate 16 specii de plante, 1 specie de amfibieni, 3 specii de mamifere, 1 specie de pești, 5 specii de reptile.